# Assedio di Sarajevo
L'assedio di Sarajevo, avvenuto durante la guerra in Bosnia ed Erzegovina, è stato il più lungo assedio nella storia bellica della fine del XX secolo, protrattosi dal 5 aprile 1992 al 29 febbraio 1996.
Vide scontrarsi le forze del governo bosniaco, che aveva dichiarato l'indipendenza dalla Jugoslavia, contro l'Armata Popolare Jugoslava (JNA) e le forze serbo-bosniache (VRS), che miravano a distruggere il neo-indipendente stato della Bosnia ed Erzegovina e a creare la Repubblica Serba di Bosnia ed Erzegovina.
Si stima che durante l'assedio le vittime siano state più di 12 000, i feriti oltre 50 000, l'85% dei quali tra i civili. A causa dell'elevato numero di morti e della migrazione forzata, nel 1995 la popolazione si ridusse a 334 664 unità, il 64% della popolazione pre-bellica.

## La guerra in Bosnia
A partire dalla sua creazione, avvenuta dopo la seconda guerra mondiale, il governo della Jugoslavia mantenne uno stretto controllo sugli spiriti nazionalisti dei popoli jugoslavi, che avrebbero potuto portare a disordini e al collasso della nazione. Con la morte del leader jugoslavo Tito, nel 1980, questa politica di contenimento subì un crollo. La prima vittima della guerra è motivo di contenziosi tra serbi e bosniaci. I primi sostengono che la prima morte sia stata quella di un serbo, Nikola Gardović, padre di uno sposo durante una processione nuziale nel primo giorno del referendum, il 1º marzo 1992. I bosniaci sostengono invece che questa era una delle morti progettate politicamente nel primo quarto dell'anno, e considerano come prime vittime (sia della guerra in Bosnia che dell'assedio di Sarajevo) Suada Dilberović e Olga Sučić, uccisi dai soldati serbi il 5 aprile nel corso di una manifestazione contro la guerra.
In quello stesso 5 aprile, i paramilitari serbi attaccarono l'Accademia di Polizia di Sarajevo, posizione di comando strategica a Vraca, nella parte alta della città.

## L'assedio
Nei mesi che precedettero la guerra, le forze della JNA iniziarono a schierarsi sulle colline che circondano la città: tutta l'artiglieria e gli altri equipaggiamenti essenziali per la prosecuzione dell'assedio furono accumulati proprio in questo periodo. Nell'aprile 1992 il governo bosniaco chiese formalmente al governo della Jugoslavia di ritirare questo contingente, ma Milošević acconsentì solamente a ritirare i soldati che non erano di nazionalità bosniaca (in numero insignificante). Queste forze serbo-bosniache dell'esercito furono trasferite al VRS, che aveva dichiarato l'indipendenza dalla Bosnia pochi giorni dopo che la Bosnia stessa si era separata dalla Jugoslavia.

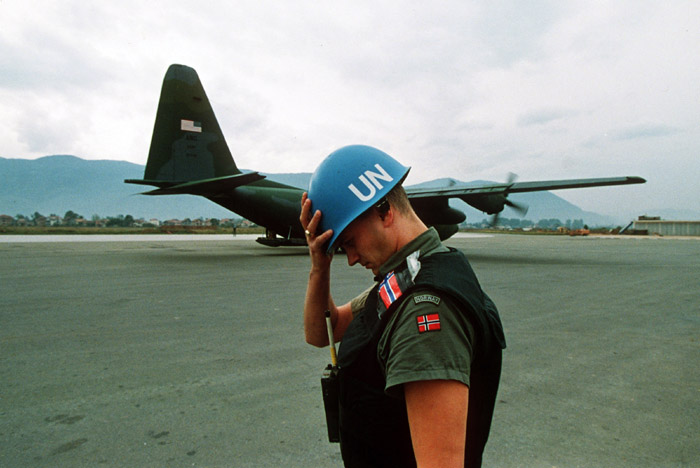
Soldato norvegese dell'ONU all'aeroporto di Sarajevo

Il 2 maggio 1992 Sarajevo fu completamente isolata dalle forze serbo-bosniache. Le principali strade che conducevano in città furono bloccate, così come anche i rifornimenti di viveri e medicine. I servizi come l'acqua, l'elettricità e il riscaldamento furono tagliati. Solo poche organizzazioni umanitarie, come La Benevolencija, riuscirono a organizzare qualche servizio per fornire generi di prima necessità ai cittadini assediati. Sebbene inferiori di numero ai difensori bosniaci nella città, i soldati serbi intorno a Sarajevo erano meglio armati. Dopo il fallimento dei tentativi iniziali di assaltare la città con le colonne corazzate della JNA, le forze di assedio cannoneggiarono Sarajevo da almeno duecento bunker situati nelle montagne.
Nella seconda metà del 1992 e nella prima metà del 1993 l'assedio raggiunse il suo apice per la violenza dei combattimenti. Furono commesse gravi atrocità, con i bombardamenti di artiglieria che continuavano a colpire i difensori. Gran parte delle principali posizioni militari e le riserve di armi all'interno della città erano sotto il controllo dei serbi, che impedivano i rifornimenti ai difensori. I serbi erano ovunque in città e il grido Pazite, Snajper! ("attenzione, cecchino!") divenne molto comune". Alcuni quartieri della città, come Novo Sarajevo, furono conquistati dagli attaccanti. Per aiutare la popolazione assediata, l'aeroporto di Sarajevo fu aperto agli aerei delle Nazioni Unite alla fine del giugno 1992. La sopravvivenza della città da allora dipese in larga parte proprio dai rifornimenti ONU.
Alcuni contrabbandieri bosniaci che si erano uniti all'esercito all'inizio della guerra portarono illegalmente le armi in città attraverso le linee serbe, e i raid sulle posizioni serbe all'interno della città li aiutarono nei loro intenti. Il Tunnel di Sarajevo, principale via per aggirare l'embargo internazionale di armi e per rifornire di munizioni i combattenti, venne completato a metà del 1993, e permise anche alla popolazione di scappare: per questo si disse che il tunnel aveva salvato Sarajevo. Tuttavia, nell'aprile 1995 vi erano solo 20 pezzi di artiglieria e cinque carri armati in difesa della città. La forza dei Primo Corpo stava nei considerevoli rifornimenti di granate, missili antiaereo e missili anticarro, che non potevano però essere utilizzate nelle azioni offensive necessarie.

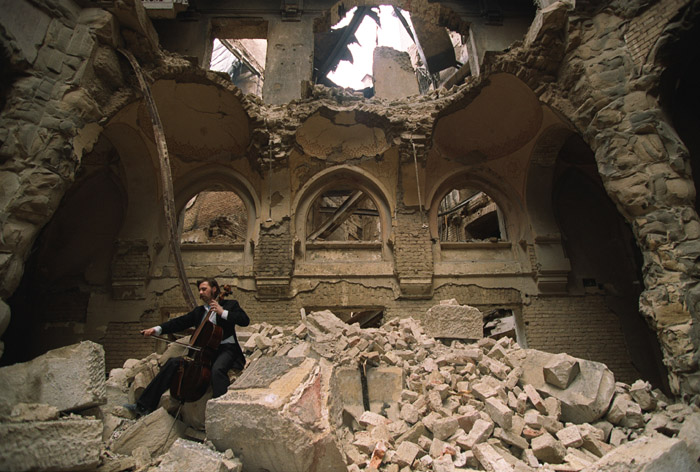
Il musicista Vedran Smailović suona nella Biblioteca Nazionale parzialmente distrutta a Sarajevo nel 1992.

I rapporti indicano una media di circa 329 esplosioni al giorno durante il corso dell'assedio, con un massimo di 3 777 bombe sganciate il 22 luglio 1993. Gli incendi causati dai proiettili danneggiarono seriamente le strutture della città, inclusi gli edifici civili (comprese le strutture sanitarie, di comunicazione e ONU) e culturali. Dal settembre 1993, i rapporti sottolineano il fatto che tutti gli edifici di Sarajevo erano stati danneggiati, e 35 000 completamente distrutti. Tra i danneggiamenti più rilevanti ci furono quelli della Presidenza della Bosnia Erzegovina e della Biblioteca Nazionale, che bruciò completamente insieme a migliaia di testi non più recuperabili.

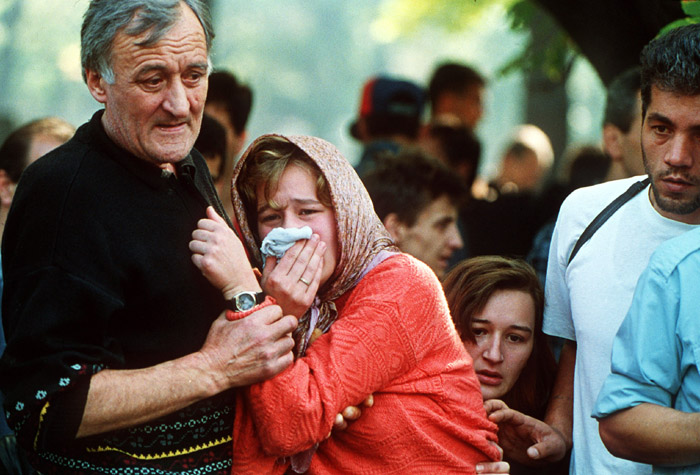
Funerale di un civile ucciso a Sarajevo

I bombardamenti della città contribuirono significativamente all'aumento del numero delle vittime. Le uccisioni di massa dovute all'esplosione di ordigni fecero molto scalpore in Occidente. Il 1º giugno 1993 15 persone rimasero uccise e 80 ferite durante una partita di calcio. Il 12 giugno dello stesso anno 12 persone furono uccise mentre facevano la fila per l'acqua. La più grande di queste stragi fu un attacco al mercato della città - passato alla storia come il massacro di Markale - avvenuto il 5 febbraio 1994, in cui morirono 68 civili e 200 furono feriti. In risposta al massacro di Markale, l'ONU impose un ultimatum per le forze serbe affinché ritirassero le armi pesanti oltre un certo punto in un certo periodo di tempo, pena l'inizio di attacchi aerei. Quando si avvicinava la scadenza, le forze serbe accondiscesero. Il bombardamento della città calò d'intensità lasciando intravedere la fine dell'assedio.

### La marcia per la pace dei pacifisti italiani
Durante i quattro anni di durata, l'assedio fu interrotto solamente per una giornata, tra l'11 e il 12 dicembre 1992, da un gruppo di 500 pacifisti, partiti dall'Italia insieme a don Tonino Bello, e coordinati dall'associazione padovana Beati costruttori di pace. Un secondo tentativo di rompere l'assedio, nell'agosto del 1993, da parte degli stessi organizzatori non ebbe successo, mentre nel corso di una analoga manifestazione svoltasi il 3 ottobre 1993, mentre cercava di deporre un fiore sul ponte Vrbanja sul luogo dove l'anno prima erano state uccise Olga e Suada, morì centrato da un cecchino il religioso e pacifista italiano Moreno Locatelli.

### L'intervento della NATO e della Croazia
Nel 1995, dopo un altro attacco al mercato di Markale nel quale persero la vita 37 persone e 90 ne restarono ferite, le forze internazionali iniziarono a criticare fermamente gli assedianti. Quando i serbi effettuarono un raid contro un sito di raccolta delle armi dell'ONU, i jet della NATO attaccarono depositi di munizioni dei serbi e altri obiettivi militari strategici, era l'inizio dell'Operazione Deliberate Force. Gli scontri sul campo aumentarono di intensità, con l'intervento di forze armate bosniache e croate. Dopodiché i combattimenti diminuirono e i serbi persero via via sempre più terreno nell'area di Sarajevo. Il riscaldamento, l'elettricità e l'acqua poterono tornare in città.
Fu raggiunto l'accordo del "cessate il fuoco" nell'ottobre 1995, e l'Accordo di Dayton fu siglato sempre nello stesso anno per ristabilire la pace. Seguì un periodo di stabilizzazione e di ritorno alla normalità, con il governo bosniaco che non dichiarò la fine dell'assedio di Sarajevo fino al 29 febbraio 1996.

### I crimini di guerra

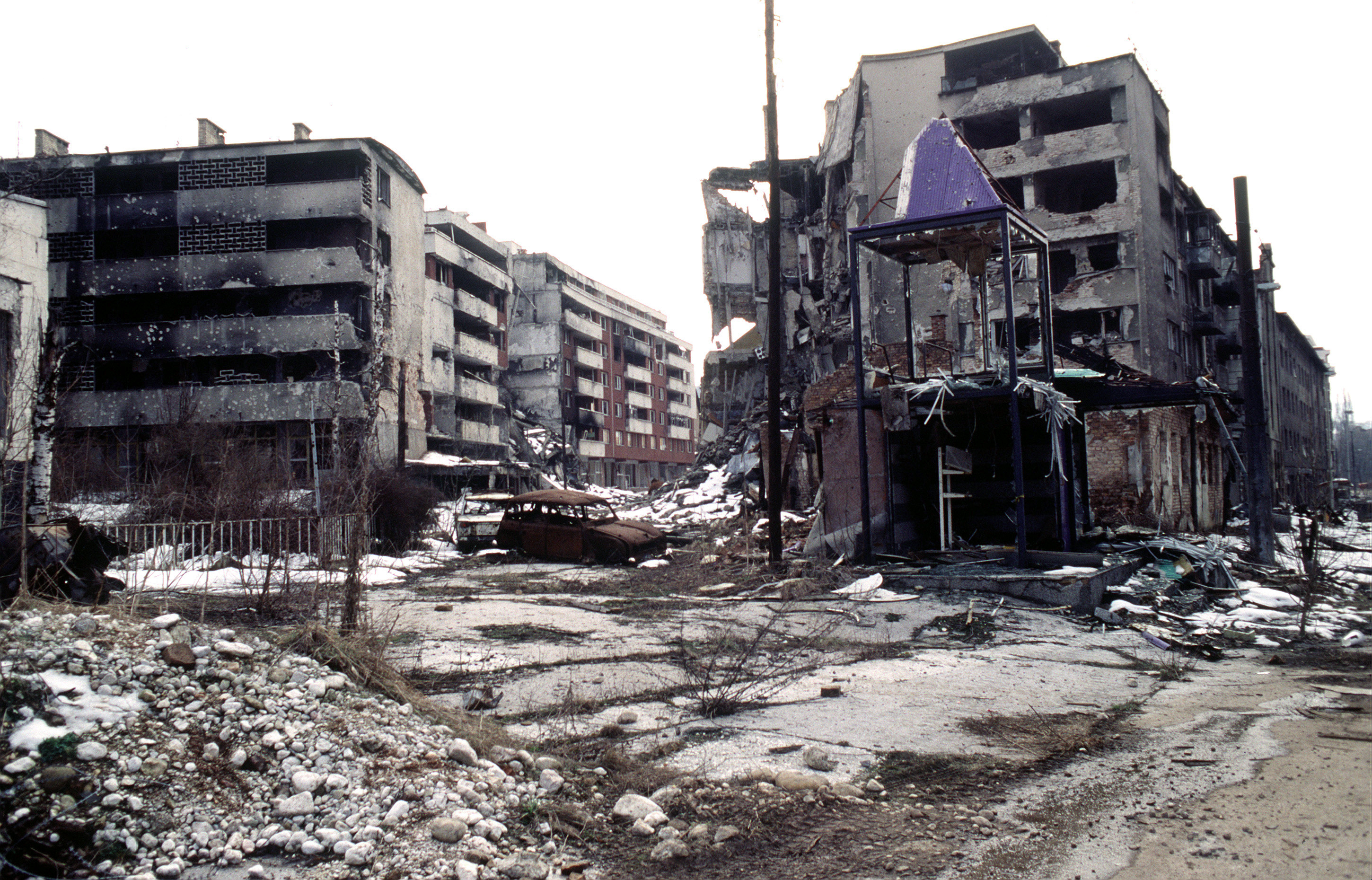
Condomini bruciati nel centro di un quartiere serbo di Sarajevo

Le forze serbe condussero una campagna di pulizia etnica nelle parti della città da loro occupate durante l'assedio. Furono anche obiettivo di violenze i non-nazionalisti serbi. Ne Il Ponte Tradito: Religione e Genocidio in Bosnia, Michael A. Sells scrisse:
Durante la guerra, le forze serbe violentarono sistematicamente donne bosniache musulmane dopo averle separate dagli uomini. Nel 2001 il Tribunale penale internazionale per l'ex-Jugoslavia (ICTY) condannò Dragoljub Kunarac, Radomir Kovac e Zoran Vukovic per il reato di stupro.

### Le conseguenze
Sarajevo rimase pesantemente danneggiata durante i quattro anni di assedio. La collezione di manoscritti dell'Istituto Orientale della città, una delle più ricche collezioni di manoscritti orientali al mondo, fu deliberatamente distrutta da nazionalisti serbi. L'assedio di Sarajevo fu il peggiore e il più catastrofico periodo della storia della città a partire dalla prima guerra mondiale. Prima dell'assedio, la città si trovava in un periodo di grande crescita e sviluppo ed aveva ospitato anche le Olimpiadi Invernali del 1984.
La città era stata un modello di integrazione multietnica, ma l'assedio spinse le popolazioni a drammatiche divisioni. A parte le migliaia di rifugiati che lasciarono la città, un grandissimo numero di serbi abitanti a Sarajevo partirono per la Republika Srpska. La percentuale di serbi a Sarajevo, da più del 30% nel 1991 diminuì a circa il 10% nel 2002. Le regioni di Novo Sarajevo, che sono oggi parte della Republika Srpska, hanno formato Sarajevo Est, dove attualmente vive gran parte della popolazione serba d'anteguerra. Alcuni serbi che rimasero a Sarajevo furono trattati rudemente dai rifugiati che fecero ritorno alle loro case.
Dopo gli anni novanta, caratterizzati dalla negazione del ruolo serbo nelle guerre jugoslave, dal 2000 si è cominciato a riconoscere crimini e atrocità commesse dai nazionalisti serbi contro bosniaci e croati, come nell’eccidio di Srebrenica. Per quanto riguarda Sarajevo, viene contestato il fatto che dal 1992 al 1995 150 000 serbi subirono operazioni di pulizia etnica, e diverse migliaia furono uccisi. Questi fatti furono trasmessi dai media all'inizio del 2005 quando il Primo Ministro della Repubblica Serba, Pero Bukejlović, sostenne che durante l'assedio di Sarajevo fu commesso un genocidio contro i serbi, che superò di gran lunga le dimensioni del massacro di Srebrenica.
Nel 2004, gran parte dei danni agli edifici erano stati riparati; i progetti per nuove costruzioni hanno fatto diventare Sarajevo la città con il maggiore tasso di espansione dell'ex Jugoslavia. La popolazione dell'area metropolitana della città nel 2002 era di circa 401 000 unità, 20 000 persone in meno del 1991. Il Presidente del Consiglio dei Cittadini Serbi, Mirko Pejanović (membro in periodo di guerra della Presidenza della Bosnia ed Erzegovina e Decano della Facoltà di Scienze Politiche all'Università di Sarajevo per il periodo 2007-2011), affermò:

## Commemorazioni
In occasione del 20º anniversario dell’assedio di Sarajevo, il 6 aprile del 2012, migliaia di persone si sono ritrovate nella principale via della città, Viale Maresciallo Tito, per assistere a un concerto commemorativo delle vittime della strage. Sulla strada furono posizionate 11 541 sedie rosse, tante quante le persone uccise. Alcune di esse erano di piccole dimensioni per ricordare i 1500 bambini deceduti. 
Inoltre lungo il viale furono dipinte delle linee rosse per simboleggiare il sangue versato durante la guerra.

## L'assedio di Sarajevo nella letteratura e nell'arte

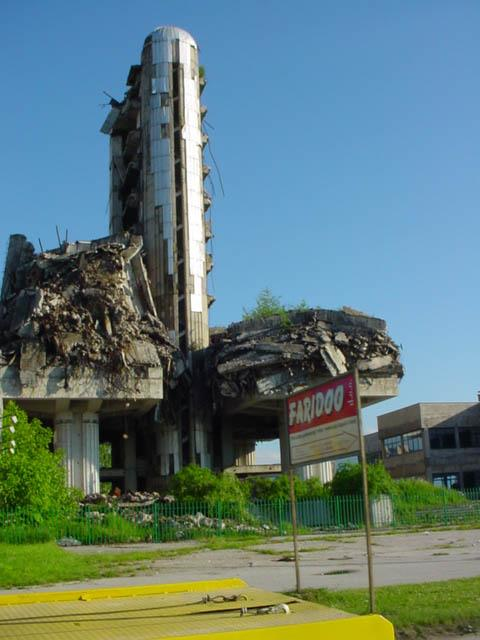
L'ex sede del giornale di Sarajevo Oslobođenje. Per anni dopo l'assedio rimase come memoriale

- Giornale di guerra. Cronaca di Sarajevo assediata Zlatko Dizdarevic
- Le Marlboro di Sarajevo - Miljenko Jergović (1994)
- J'accuse L'Onu, libro di Zlatko Dizdarevic e Gigi Riva (Calmann-Levy, Parigi 1995)
- Diários da Bósnia (Diari di Bosnia), un film di Joaquim Sapinho
- Đavo u Sarajevu (Diavolo a Sarajevo), un libro di Nenad Veličković
- Sarajevo Blues, poesie di Semezdin Mehmedinović
- Fax from Sarajevo, romanzo grafico di Joe Kubert[13]
- Fools Rush In: A True Story of Love, War, and Redemption, di Bill Carter[14]
- Grbavica (Il segreto di Esma), film di Jasmila Žbanić, 2006
- My Childhood Under Fire: A Sarajevo Diary di Nadja Halilbegović
- Natasha's Story, un libro di Michael Nicholson
- Pretty Birds, di Scott Simon, 2005
- Savršeni krug (Il cerchio perfetto), film di Ademir Kenović
- Sarajevo Tango, fumetto di Hermann Huppen
- Shot through the heart, film TV di David Attwood
- Regarding The Pain Of Others, di Susan Sontag
- Remember Sarajevo, libro di Roger Richards[15]
- Romeo and Juliet in Sarajevo, documentario
- Sarajevo Roses, libro di Anne-Marie Du Preez Bedroz, in missione di Pace ONU in Sudafrica.
- The Question of Bruno, storie di Aleksandar Hemon
- Welcome To Sarajevo (Benvenuti a Sarajevo), film di guerra di Michael Winterbottom
- Witness from Sarajevo, di Boris Jug
- Diario di Zlata, libro di Zlata Filipović[16]
- Lo Specchio di Sarajevo (The Mirror of Sarajevo), raccolta di articoli dalla Sarajevo assediata di Adriano Sofri
- Sabur - Racconti d'amore e di massacro, libro di Alda Radaelli
- Il Centro del Mondo, libro di Dževad Karahasan
- Il Centro del Mondo, documentario di Carlo Chiaramonte ispirato al libro di Dževad Karahasan
- Venuto al mondo, Romanzo di Margaret Mazzantini
- La stirpe della notte, albo del fumetto italiano Dampyr pubblicato dalla Sergio Bonelli Editore.
- Non chiedere perché romanzo di Franco Di Mare
- Venuto al mondo (film), Adattamento cinematografico del libro di Margaret Mazzantini diretto da Sergio Castellitto
- Sarajevo novantadue - Un racconto dalla città assediata, romanzo di Massimo Vaggi
- Profughi- Testimonianze dalla ex Jugoslavia", di Laura Miani e Luigi Lusenti'
- This War of Mine, videogioco del 2014
- Nemaproblema, un film di Giancarlo Bocchi, 2004
- Il ponte di Sarajevo, un libro e un film ci Giancarlo Bocchi, 2015
- Mille giorni a Sarajevo, un film documentario di Giancarlo Bocchi, 1994-1996
- Sarajevo Terzo Millennio, un film documentario di Giancarlo Bocchi, 1994-1996
- Morte di un pacifista, un film documentario di Giancarlo Bocchi, 1995-1998
- L'assedio, un film documentario di Giancarlo Bocchi, 2012
- The cellist of Sarajevo (Il violoncellista di Sarajevo), libro di Steven Galloway
- Nella terra del sangue e del miele (2011) film di Angelina Jolie
- L'angelo di Sarajevo (2015), di Giuseppe Fiorello
- Preghiera nell'assedio (2023), libro di Damir Ovčina

### Canzoni
- Un volo d'amore, canzone degli Stadio contenuta nell'album Dammi 5 minuti, racconta la storia di due giovani fidanzati Bosco ed Admira uccisi nel conflitto serbo-bosniaco.
- Sarajevo, canzone di Aleandro Baldi, contenuta nell'album Ti chiedo onestà (1994)
- Sarajevo, canzone di Max Richter
- Bosnia, canzone di chiusura dell'album To the Faithful Departed della band irlandese The Cranberries, l'album, che contiene War Child, è in buona parte ispirato dalla tragedia della guerra ed è considerato il più "triste e rabbioso" della band
- Miss Sarajevo, canzone degli U2 e di Brian Eno con lo pseudonimo "Passengers"
- Christmas Eve/Sarajevo 12/24, canzone dei Savatage e della Trans-Siberian Orchestra
- Dead Winter Dead, opera rock dei Savatage, 1995
- Cupe Vampe, canzone dei C.S.I.
- De l'autre cote du pont, canzone di Salvatore Adamo
- Primavera a Sarajevo, canzone di Enrico Ruggeri

### Videogiochi
- This War of Mine, videogioco di 11 bit studios, è basato sull'Assedio di Sarajevo.[17]